# ヘリコニア・ラティスパタ

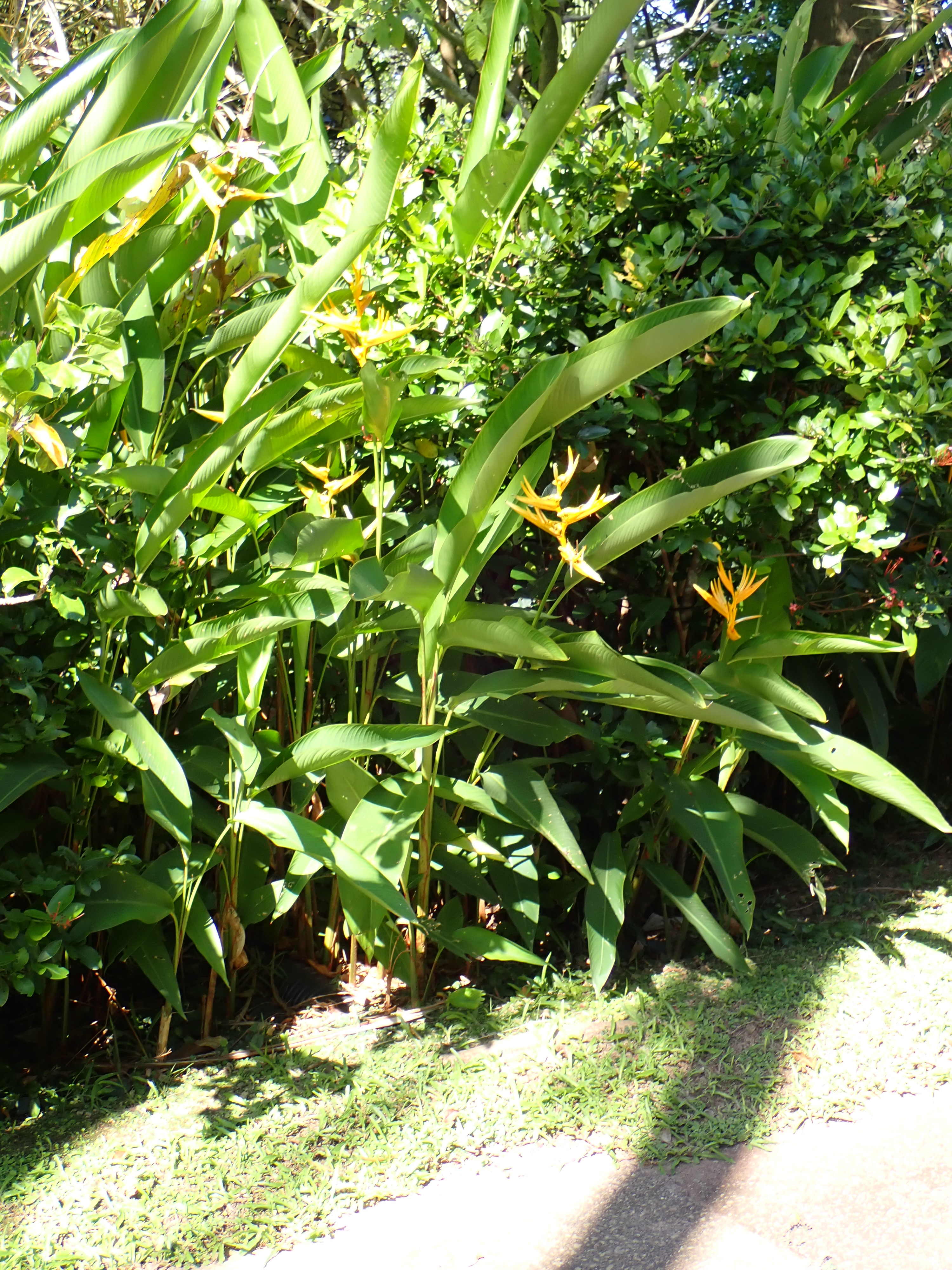
ヘリコニア・ラティスパタ（2024年10月 沖縄県沖縄市 東南植物楽園）

ヘリコニア・ラティスパタ（学名：Heliconia latispatha）はオウムバナ科オウムバナ属の大型の多年草。

## 特徴
偽茎は高さ2–4 m。葉は大きく、長い葉柄をもつ。花茎は直立し、花苞は橙黄色で長さ15–20 cm、幅3–3.5 cm、花は黄色。

## 原産地
中南米（コロンビア、エクアドル）原産。POWOではメキシコ～ペルーおよびベネズエラの原産としている。